# Marcel Vanslembrouck
Marcel Vanslembrouck (Kortemark, 13 juli 1947) is een Vlaams schrijver.

## Levensloop
Vanslembrouck werd leraar aan het Vrij Technisch Instituut in Torhout. Hij was vele jaren (1983- ) secretaris en lid van de raad van bestuur van de Vereniging van West-Vlaamse schrijvers (VWS).
Zijn publicaties zijn vooral vertegenwoordigd door zijn dichtbundels. Hij heeft daarnaast biografische teksten geschreven, onder meer in het kader van de VWS-cahiers. Hij heeft ook een studie gewijd aan de relaties van Guido Gezelle met de stad Torhout.

## Publicaties
- De grimmige tand, poëzie, 1972.
- Fluweel en Twijfel, poëzie, 1982.
- Bruid en zilver, poëzie, 1985.
- Victor Vervloet, VWS-cahier, 1985.
- Gery Florizoone, VWS-cahier, 1988.
- Fernand Florizoone, VWS-cahier, 1988.
- Gust. Vermeille, VWS-cahier, 1991.
- Buitenshuid, poëzie.
- Iets uit tussenwit, poëzie.
- Firmin Deprez (1890-1916), biografie.
- Gezelle en Torhout, Torhout, Davidsfonds, 1999.
- Gentil Antheunis, VWS-cahier, 2000.
- August De Nolf, VWS-cahier, 2009.
- Heimelijke vreemdheden, collages en prozagedichten, 2022.